# Destacado Island
Destacado Island ist eine Insel der Philippinen im Norden der Samar-See. Sie liegt in der Region Eastern Visayas und gehört zur Provinz Northern Samar.
Hauptort der halbmondförmigen Insel ist die Inselgemeinde San Vicente, welche aus Destacado Island und den knapp 7 km nordwestlich gelegenen Naranjo-Inseln besteht.